# Noriko Anno
Noriko Anno –en japonés, 阿武 教子, Anno Noriko– (Fukue, 23 de mayo de 1976) es una deportista japonesa que compitió en judo.
Participó en tres Juegos Olímpicos de Verano entre los años 1996 y 2004, obteniendo una medalla de oro en la edición de Atenas 2004 en la categoría de –78 kg. En los Juegos Asiáticos de 1994 consiguió una medalla de oro.
Ganó cinco medallas en el Campeonato Mundial de Judo entre los años 1993 y 2003.

## Palmarés internacional
| Juegos Olímpicos   | Juegos Olímpicos         | Juegos Olímpicos | Juegos Olímpicos |
| Año                | Lugar                    | Medalla          | Categoría        |
| ------------------ | ------------------------ | ---------------- | ---------------- |
| 2004               | Atenas (Grecia)          | Medalla de oro   | –78 kg           |
| Campeonato Mundial |                          |                  |                  |
| Año                | Lugar                    | Medalla          | Categoría        |
| 1993               | Hamilton (Canadá)        | Medalla de plata | +72 kg           |
| 1997               | París (Francia)          | Medalla de oro   | –72 kg           |
| 1999               | Birmingham (Reino Unido) | Medalla de oro   | –78 kg           |
| 2001               | Múnich (Alemania)        | Medalla de oro   | –78 kg           |
| 2003               | Osaka (Japón)            | Medalla de oro   | –78 kg           |
| Juegos Asiáticos   |                          |                  |                  |
| Año                | Lugar                    | Medalla          | Categoría        |
| 1994               | Hiroshima (Japón)        | Medalla de oro   | Abierta          |